# Marshall (Illinois)
Marshall település az Amerikai Egyesült Államok Illinois államában, Clark megyében, melynek megyeszékhelye is. Lakosainak száma 3947 fő (2020. április 1.).

## Népesség
A település népességének változása:

| 2010 | 3 933 |
| 2020 | 3 947 |